# Vaskemiddel
Et vaskemiddel er et rengøringsmiddel, som er specielt fremstillet til rengøring af tekstiler. Vaskemidler fremstilles både i fast form som et pulver og som en flydende substans. Vaskemidler består typisk af følgende forskellige kemiske stoffer:
- Vaskeaktive stoffer
- Enzymer
- Kalkbindere
- Optisk hvidt
- Blegemidler (findes kun i hvidvaskemidler)
- (Fosfonater)
- (TAED (Bruges til at aktivere blegemidler))

## Vaskeaktive stoffer
De vaskeaktive stoffer tilhører vidt forskellige grupper af kemiske stoffer:
- tensider (emulgatorer)
- sæber
- overfladeaktive stoffer
- detergenter

Disse navne er ikke synonymer, men bruges i flæng. Fx er sæbe kun stoffer lavet af fedtsyrer, mens tensider er syntetisk fremstillet.
De vaskeaktive stoffers funktion er at vaske tøjet rent. De fungerer som emulgatorer og har altså både en vandopløselig og vandskyende del der gør at de kan "trække" skidtet ud af tøjet.

## Enzymer
I vaskemidler er der flere forskellige slags enzymer.
- Proteaser (nedbryder protein)
- Amylaser (nedbryder stivelse)
- Lipaser (nedbryder lipider/fedt)
- Cellulaser (nedbryder cellulose)

Enzymerne kan "klippe" større stoffer i mindre stykker og det bliver derfor en langt nemmere opgave for de vaskeaktive stoffer at rengøre tøjet.

## Kalkbindere
Disse stoffer holder kalken i vandet således at det ikke sætter sig fast i tøjet. Det vand der kommer ud af de danske vandhaner svinger en smule i hårdhed (dvs. vandets indhold af kalk) og alene dette kan gøre at man skal regulere mængden af vaskemiddel.
Der er forskellige kalkbindere:
- Fosfater: var dårlige for miljøet (vandmiljøet) engang, men nu kan man rense det fra.
- Andre stoffer: store molekylkomplekser (f.eks. EDTA), der i ”midten” har plads til de uønskede ioner.

## Blegemidler
Nogle ting som for eksempel rødvin, te og kaffe er svære at fjerne selvom man både har vaskeaktive stoffer og enzymer. Derfor har man tilsat blegemidler til de vaskemidler der er beregnet til hvidvask. Nogle blegemidler skal aktiveres for at virke og hertil kan man bruge et stof der kaldes TAED.
Optisk hvidt bruges i også som blegemiddel, men nutildags i begrænset omfang. De virker ved at absorbere UV-lys, der er blåt. Dette er komplementærfarve til gul, hvilket ofte er den farve fibrene i tøjet får når de bliver udsat for et af de stoffer der ikke vil gå af. Blåt plus gult giver tilsammen en hvid udstråling.